# 特魯羅座堂

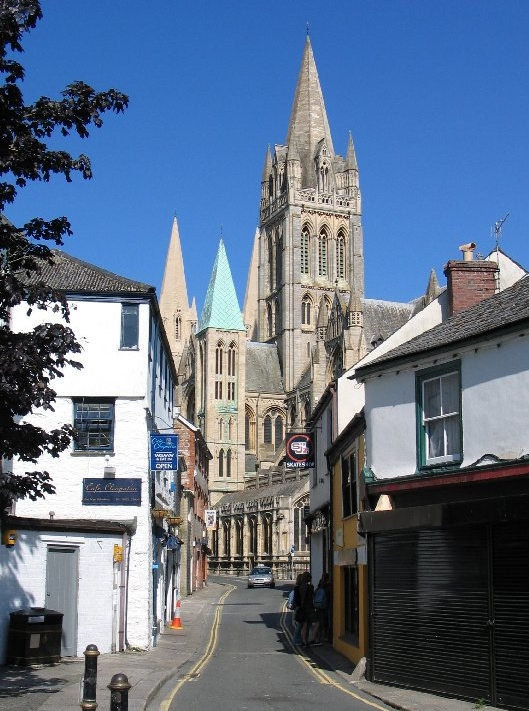
特魯羅座堂

特魯羅座堂（英語：Truro Cathedral）是位於英國康沃爾郡城市特魯羅的一座英格蘭教會教堂。這座教堂修建於19世紀時期，當時正值哥特復興式建築流行。特魯羅主教座堂是英國三個僅有的擁有三個尖頂的主教座堂（另外兩座是利奇菲爾德座堂和愛丁堡的聖馬利亞座堂）。教堂內的風琴也十分有名。

## 外部連結
- .   [2015-01-20]. （原始内容存档于2021-04-11）.
- . National Pipe Organ Register.